# Víctor Fairén Guillén
Víctor Fairén Guillén (Zaragoza, 12 de noviembre de 1921 Madrid, 13 de mayo de 2013) fue un jurista, catedrático universitario, investigador y académico español, reconocido procesalista y foralista.

## Biografía
Nacido en Zaragoza, su padre, Víctor Fairén Gallán, fue un reputado otorrinolaringólogo. Comenzó sus estudios de Derecho en Alemania, donde se encontraba su padre pensionado como investigador por la Junta de Ampliación de Estudios. Durante la Segunda Guerra Mundial toda la familia regresó a España. En la Universidad de Zaragoza convalidó sus estudios en Alemania y se licenció en Derecho; en 1948 alcanzó el doctorado por la Universidad Central de Madrid.
Antes de cumplir los veintiocho años ganó por oposición la cátedra de derecho procesal en la Universidad de Santiago de Compostela e inició así su carrera como profesor e investigador ocupando la cátedra en la Universidad de Valencia (1952-1977) y después en la Universidad Autónoma de Madrid (1977-1987). En esta última fue profesor emérito desde 1992 hasta su fallecimiento. Fuera de España, fue profesor invitado, conferenciante o investigador en universidades e instituciones académicas latinoamericanas y europeas en distintos países como Argentina, Colombia, México o Italia.
Alumno del procesalista Leonardo Prieto-Castro (1905-1995), con quien realizó la tesis doctoral, desarrolló una copiosa producción de libros y publicaciones científicas que abarcó el derecho procesal, pero también otras disciplinas jurídicas como el derecho civil, mercantil, constitucional y administrativo. Además, profundizó en estudios de historia del derecho, sobre todo en relación con el derecho foral aragonés y valenciano —en los que se convirtió en experto—, y el derecho consuetudinario. Entre las numerosas tesis doctorales que dirigió se encuentra la del que fuera muchos años después presidente del Tribunal Constitucional, Francisco Tomás y Valiente.
Vocal permanente de la Comisión General de Codificación, entre las instituciones académicas a las que perteneció se encuentran el Instituto Español de Derecho Procesal, su homónimo iberomaericano, la Real Academia de Jurisprudencia y Legislación (académico de número) y la Real Academia de la Historia (académico correspondiente), entre otras muchas. En 1991 la Universidad de Valencia le nombró doctor honoris causa y en 2004 fue galardonado con el Premio Lluís Guarner por la Generalidad Valenciana por sus investigaciones sobre derecho valenciano.